# Stadhuis van Hulst

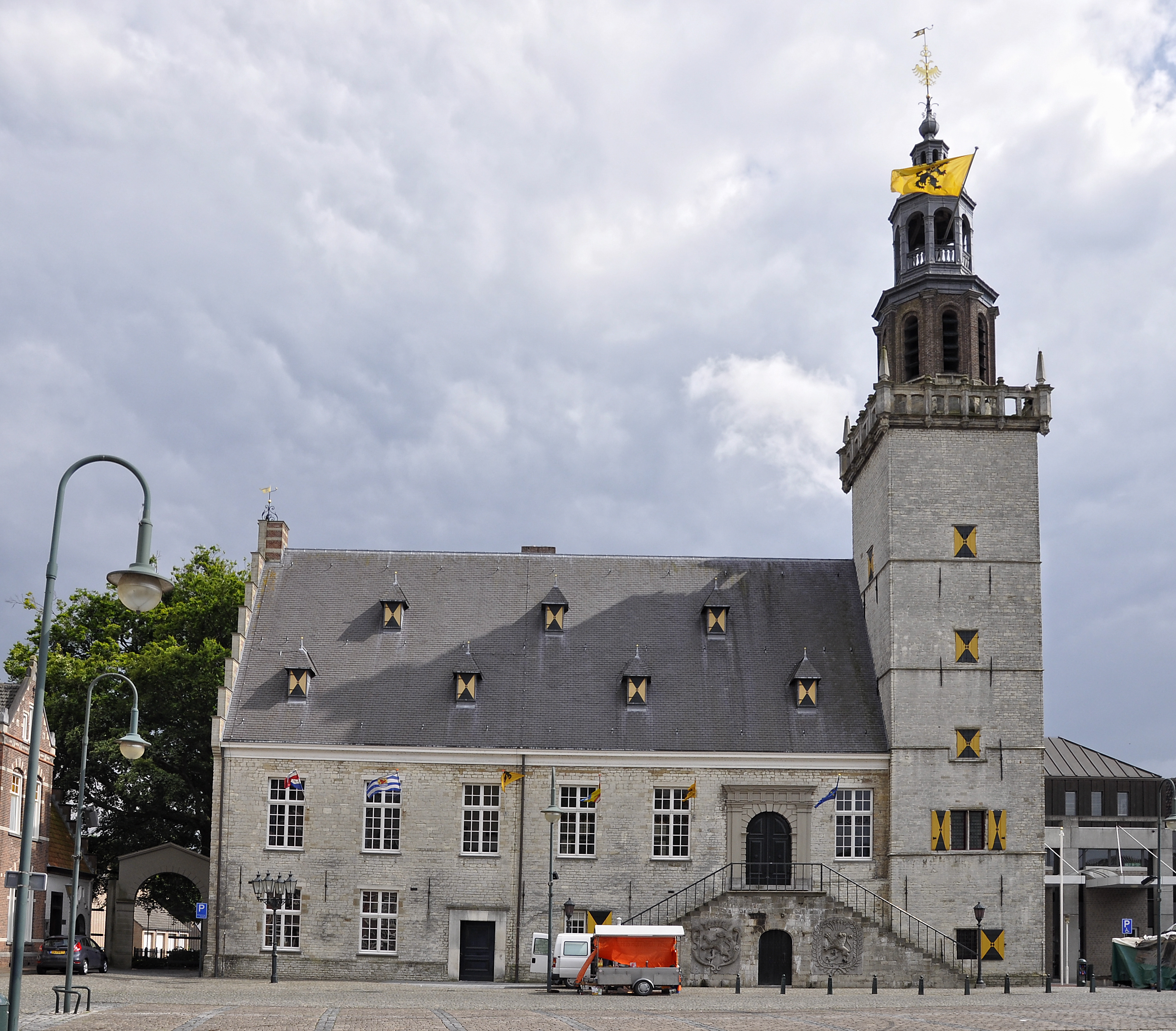
Stadhuis van Hulst

Het Stadhuis van Hulst is een gotisch bouwwerk uit 1534 dat zich bevindt aan de Grote Markt 21 in Hulst. Het werd ontworpen door Laurens II Keldermans en Willem van Sassen.
Het eerste stadhuis werd in 1452 door Gentenaars verwoest waardoor een nieuw werd gebouwd in 1455. Keizer Maximiliaan I verleende de dubbele adelaar aan zijn keizerstad die anno 2012 de torenspits bekroont. Dit gebouw werd in 1485 door Hulstenaars in brand gestoken bij hun strijd tegen Gent. Van 1528-1534 werd het huidige stadhuis gebouwd, opgetrokken uit ledesteen. Het heeft een kenmerkende, vierkante, slanke halletoren van vijf geledingen met een achtkante bakstenen opengewerkte bekroning. De voorgevel bezit een bordes.
Aan de achterzijde van het stadhuis werd de vleeshal gebouwd, die later de functie van waag kreeg. In 1796 was het bouwwerk bouwvallig geworden. Tijdens de Belgische afscheidingsoorlog (1830-1839) diende het gebouw als kazerne, en van 1844-1846 werd het gebouw hersteld. Daarbij werd het echter ook gewijzigd: de gotische beeldhouwwerken werden verwijderd en nieuwe elementen werden toegevoegd, zoals een toegangspoortje in Dorische stijl, en de achtkante bakstenen lantaarn. Toen de torenspits van de Sint-Willibrordusbasiliek in 1886 door brand werd verwoest, werden de daarvan afkomstige wapens van Hulst en Vlaanderen, uit 1663, aan het stadhuis aangebracht.
Van 1949-1951 werd het stadhuis gerestaureerd door G.M. Sturm en Henri de Lussanet de la Sablonière. De houten torenbekroning was een ontwerp van Elias Canneman.
In de toren bevindt zich een stergewelf en bij restauratie werd ook het oude cachot teruggevonden.
In de raadszaal bevinden zich enkele schilderijen, waaronder één uit 1628 Gezicht op Hulst, vervaardigd door Cornelis de Vos en De gerechtigheid van Jacob Jordaens. Verder staat er de Burgerhuysklok uit 1634, gegoten door Johannes Burgerhuys.

## Afbeeldingen

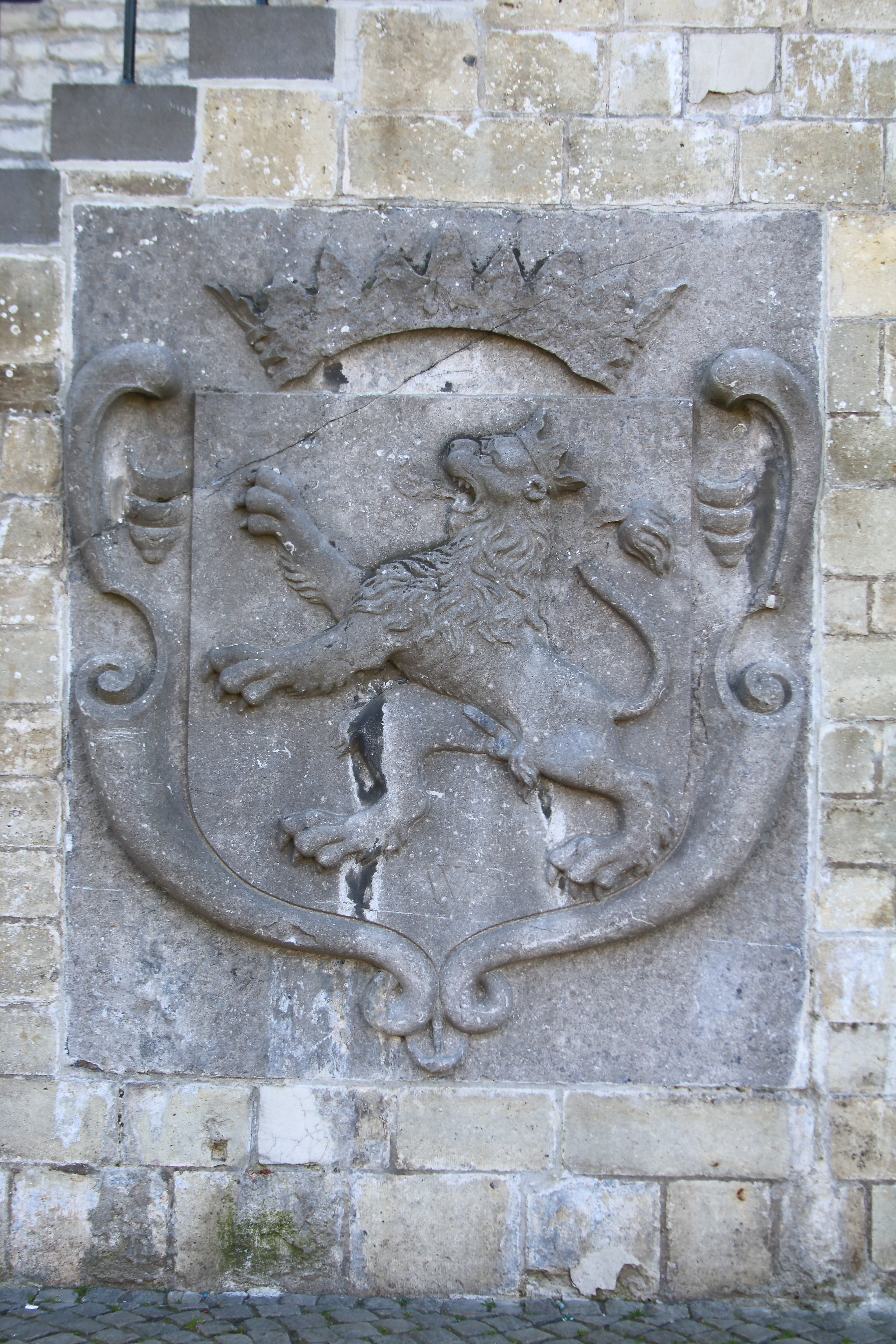
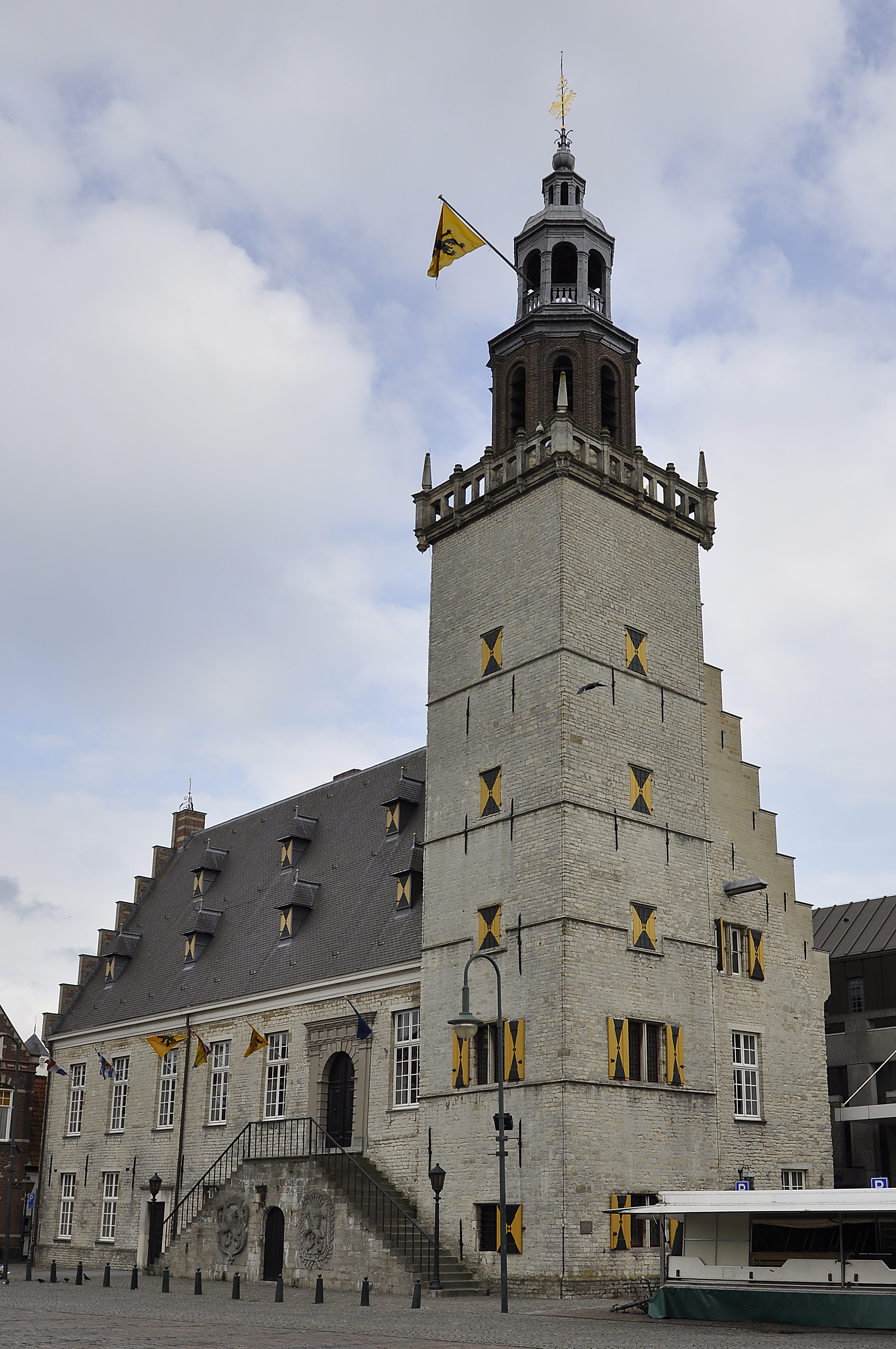
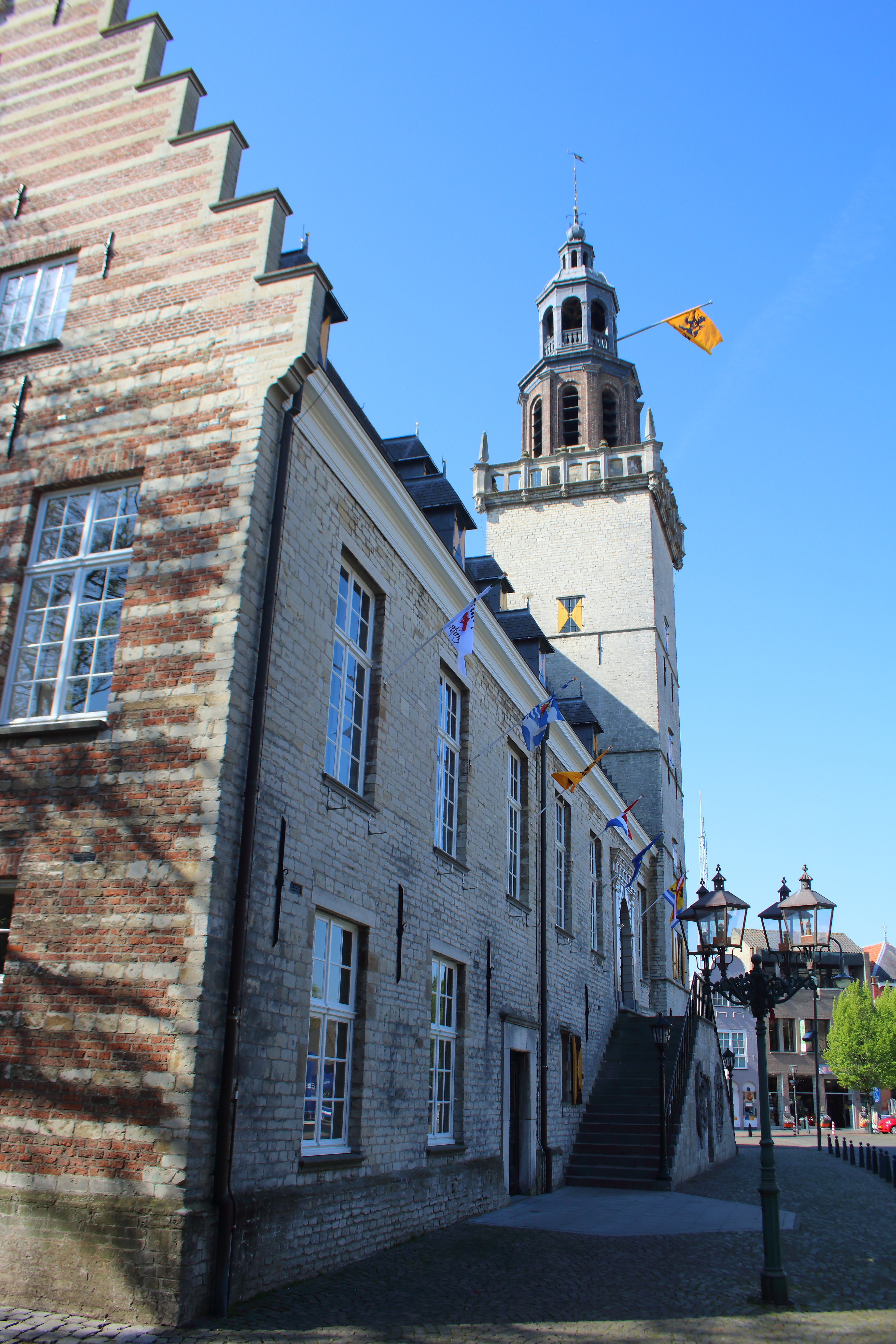
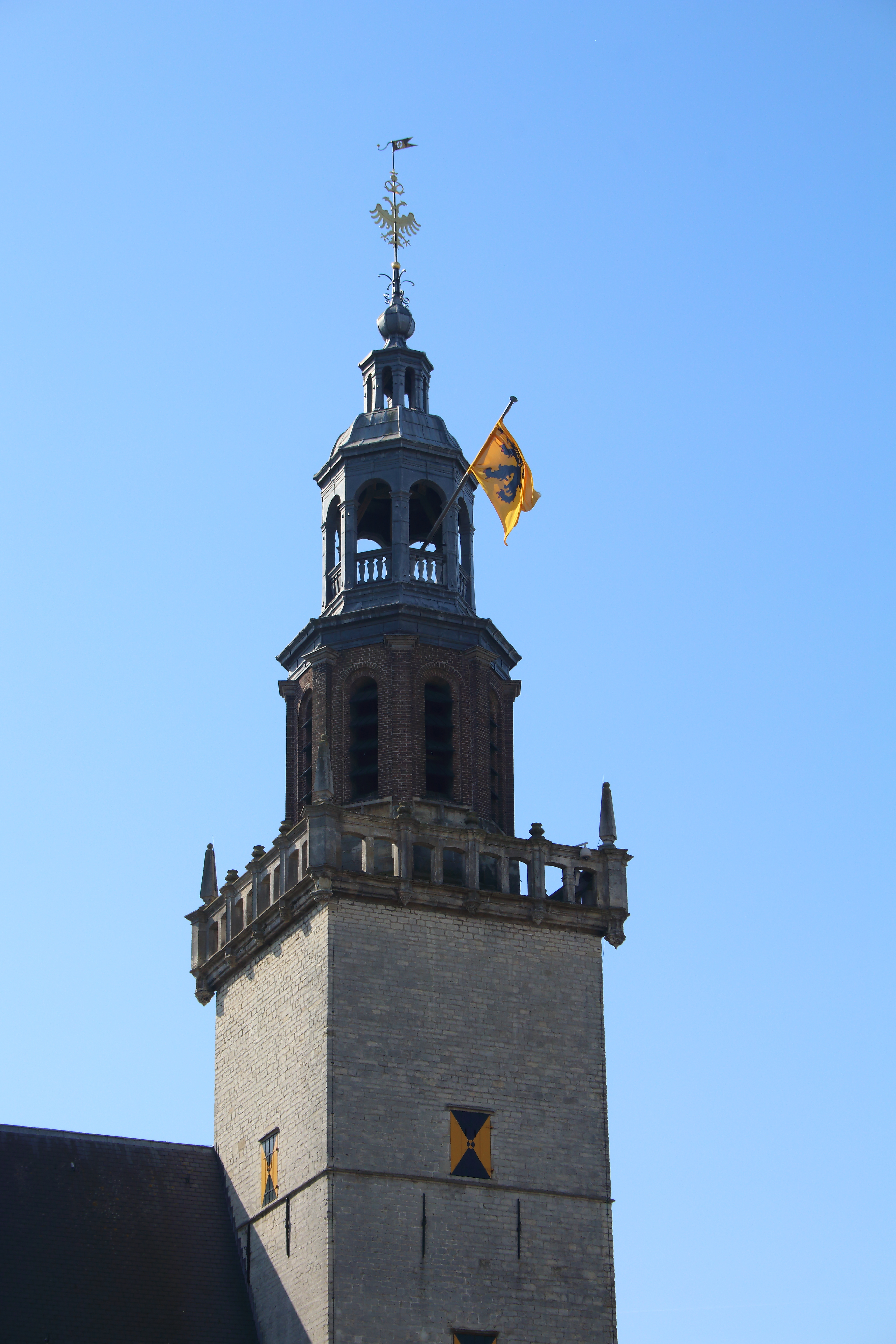